# Nueva narrativa ecuatoriana

Obras completas de César Dávila Andrade (1984). La portada incluye un retrato del autor pintado por Oswaldo Guayasamín. El interior contiene ilustraciones de Eduardo Kingman.

La nueva narrativa ecuatoriana, surgida tras importantes precursores como Pablo Palacio y José de la Cuadra, experimentó un florecimiento significativo con autores como Dávila Andrade, Alejandro Carrión, Donoso Pareja, Alfonso Cuesta, Arturo Montesinos Malo, Enrique Adoum, Lupe Rumazo y Yánez Cossío, quienes renovaron el cuento y la novela a través de la experimentación formal, la profundidad psicológica, la literatura fantástica y una aguda crítica social. Este movimiento, que también integró a figuras establecidas en sus últimas etapas y dio paso a nuevas voces, alcanzó su punto álgido entre la década de1960 y 1970 con obras clave que consolidaron una identidad narrativa diversa y de perdurable influencia en la literatura del país.

## Precursores
Respecto al cuento, Pablo Palacio, con su colección de cuentos de 1927 "Un hombre muerto a puntapiés" se inscribe tempranamente en el vanguardismo latinoamericano, anticipándose en décadas a las innovaciones de la novelística continental del Boom, según Hernán Lavín Cerda. Benjamín Carrión describe "Un hombre muerto a puntapiés" como una obra esencialmente antirromántica, desprovista de dramatismo y sensiblería, diferenciándose de la literatura sentimental e indigenista. José Miguel Oviedo subraya la singularidad discordante de la obra de Palacio dentro del canon social-realista ecuatoriano de la "generación del 30", lo que inicialmente llevó a malentendidos y al oscurecimiento de su aporte, que posteriormente ha comenzado a ser revaluado, mientras que muchos de sus contemporáneos que formaron parte del realismo social caen en el olvido. De igual manera, José de la Cuadra es considerado un precursor por integrar elementos propios del realismo mágico en sus cuentos, como lo señaló Jacques Gilard al encontrar similitudes entre "Los Sangurimas" y "Cien años de soledad", resaltando la mezcla de lo real e irreal en obras que combinan descripciones realistas del entorno rural montuvio con elementos mágicos, deformaciones temporales y espaciales, y la incorporación de supersticiones y creencias populares. No obstante, también existen lecturas que enfatizan el "verismo" de su obra, relacionándolo con el tremendismo español.
Por otro lado en la novela, además de la novela corta "Débora" de Pablo Palacio, un importante precedente es "Andariegos" de José Rumazo González que se caracteriza por una trama que gira en torno a un crimen, pero se centra en la psicología de los personajes y sus pasiones, utilizando monólogos interiores y una narrativa no cronológica. Rumazo González quién en su primera etapa literaria formó parte de la vanguardia, no dejó de lado la experimentación, lo que expresó en esta, su única novela, que se distingue además por su estilo introspectivo que va a ser importante en la narrativa de Donoso Pareja y Lupe Rumazo. Por otro lado, y en el otro extremo del espectro se encuentra la novela "Don Goyo" de Aguilera Malta, publicada en 1933. Este libro un ejemplo de realismo mágico en el que narra la lucha del montubio Don Goyo por preservar sus tradiciones y su entorno en el golfo de Guayaquil a principios del siglo XX, mostrando la vida comunitaria en los manglares. Está inspirada en las vivencias de infancia del autor, fue elogiada por su calidad literaria y su temática de conservación, siendo considerada por algunos como la primera novela ecologista de América Latina.

## Historia y principales representantes

### El cuento

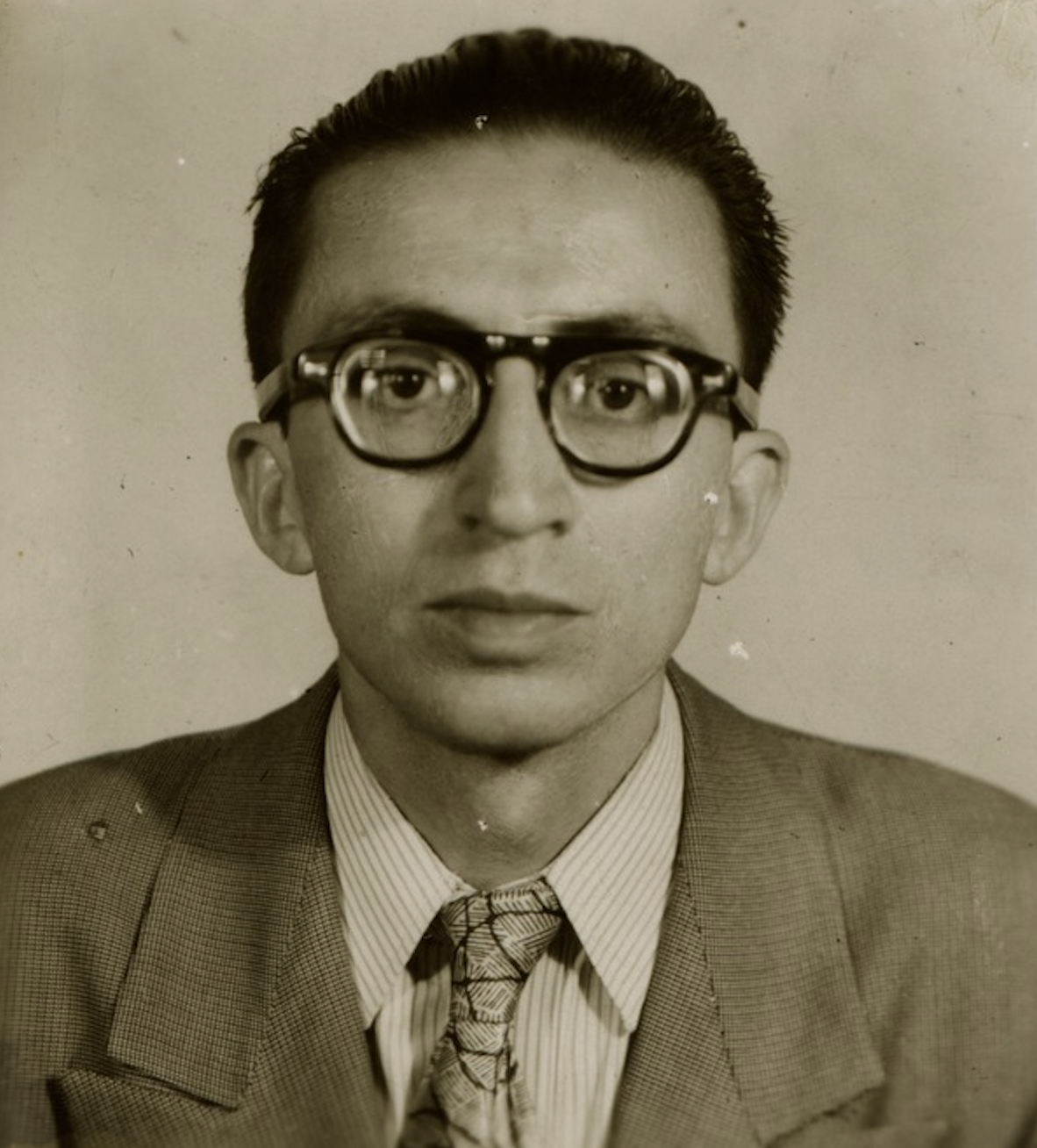
César Dávila Andrade

Los autores César Dávila Andrade, Alejandro Carrión, Miguel Donoso Pareja y Lupe Rumazo, marcaron una nueva época en la narrativa corta ecuatoriana. El periodo iniciaría con César Dávila Andrade, cuando publicaría su primer cuento titulado “El niño que está en el purgatorio” en 1945. De manera similar, tres años más tarde Alejandro Carrión publicaría La manzana dañada (1948) y que sería calificado por Isaac J. Barrera como un libro que iniciaba una "nueva línea de creación del genero" en Ecuador. En la siguiente década Dávila Andrade continuaría con la cuentística publicando dos volúmenes: – "Abandonados en la tierra" (1952) y "13 relatos" (1955). Cuatro años más tarde, Arturo Montesinos Malo publicaría su libro de cuentos "Arcilla indócil" en 1959, pero que ya había sido galardonada con el Premio José de la Cuadra en 1951 y se caracteriza por las "aportaciones técnicas que hace respecto al realismo social de los años treinta", así como por la agilidad y brillantez del autor al narrar. En esta obra, el lector debe armar la historia a partir de los distintos puntos de vista de los personajes, lo que aleja la trama de la linealidad y simplicidad de la narrativa anterior.
Otro hito importante sería la publicación de manera separada del cuento “El viento” en 1960, donde Dávila Andrade personifica al viento como un ser celoso que interfiere en la intimidad de una pareja campesina hasta suicidarse por su incapacidad de amar. A la obra daviliana seguiría el autor Miguel Donoso Pareja como un exponente importante de la nueva narrativa, particularmente a través de su volumen de cuentos, "Krelko y otros cuentos" (1962). En particular el cuento que lleva el nombre del título del libro es un ejemplo de "narrativa intransigente" con rasgos como existencialismo, reflexión, memoria subjetiva y una realidad cubista y se caracteriza por tener múltiples perspectivas fragmentadas (cubismo narrativo), la representación existencial y dolorosa del ser humano, y la constante reelaboración de la trama que evoca la construcción de la realidad desde la memoria. Dos años más tarde seguiría la publicación en 1964 de la colección de cuentos "Sílabas de la Tierra" de Lupe Rumazo. Su obra se caracterizaría por el análisis psicológico de los personajes y el uso de técnicas narrativas modernas. Este libro fue elogiado por César Dávila Andrade quien lo consideró un gran aporte a la literatura.
Una obra de particular importancia es el cuento publicado de manera separada bajo el título "En la rotación viviente del dodecaedro", en 1965 por Dávila Andrade donde presenta la insólita descorporización de un monje tras su muerte, experimentando la vida de otros y fusionándose finalmente con un universo caótico, contrastando con la inquietante imagen de su cuerpo siendo reclamado por la naturaleza. Un año más tarde publicaría "Cabeza de gallo" donde presenta cuatro cuentos fantásticos. El relato homónimo sitúa un carnaval andino (originalmente dedicado al dios Catequil) donde un sacrificio de un gallo se vincula con la imagen de un Cristo sufriente tras un incendio, sugiriendo una pérdida de la verdadera "Luz" espiritual. "Pacto con el hombre" explora un demonio que busca un cuerpo humano, encontrando a alguien que anhela un vacío existencial, reflexionando sobre la angustia y el posible escape en la nada. "Caballo solo" describe una pareja aislada con el espectro de su hija muerta en una casa que se desintegra, culminando en una imagen de soledad y muerte. Finalmente, "La última cena de este mundo" presenta un apocalipsis donde sobrevivientes en una abadía, liderados por un ser llamado Christian Huck, realizan una cena ritual con sangre, resignificando la comunión cristiana en un pacto vampírico contra un mundo exterior de "zombis" contaminados. De la misma manera, dos años más tarde Alejandro Carrión publicaría Muerte en su Isla (1968), que ganaría con el premio Leopoldo Alas de cuentos literarios en Barcelona, España.

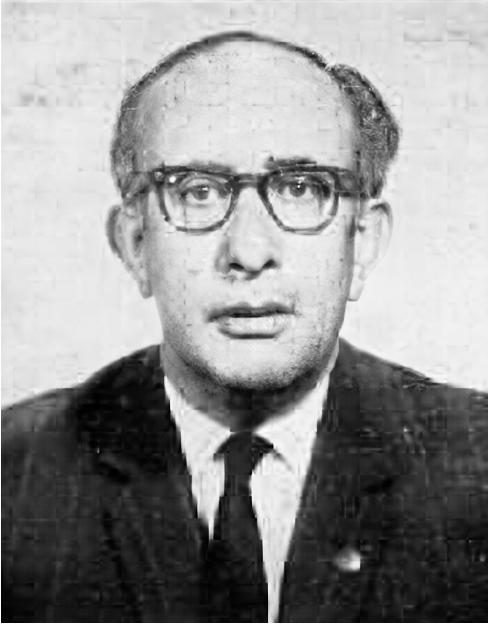
Alejandro Carrión

Un año más tarde Donoso Pareja escribiría su segunda colección de cuentos titulado "El hombre que mataba a sus hijos" en 1968, publicado por la Casa de la Cultura Ecuatoriana en Quito, y que vería una segunda edición en 1981. Un año más tarde, en 1969 Lupe Rumazo publicaría el cuento "La marcha de los batracios", donde según testimonio de Lupe, a través de él busca explorar la angustia del escritor ante la mirada y el juicio de los demás, confrontando una alteridad percibida como violenta y condenatoria. Se centra en el problema del Otro en la literatura, una alteridad ineludible que valoramos, de la que nos distanciamos o a la que aceptamos o ignoramos en su identidad. Esta cuestión del Otro remite a los estudios de Todorov sobre la conquista de América, pero aplicada a la "cuestión del Otro" en general. En definitiva, el texto desentraña la compleja relación del escritor consigo mismo frente a esta alteridad. La obra de Lupe Rumazo no puede ser considerado de manera aislada, por lo que este cuento está a su vez estrechamente relacionado con sus ensayos "En el lagar", "Yunques y crisoles americanos" y "Rol beligerante", que sientan las bases de su pensamiento. "En el lagar" muestra una autora comprometida con su tiempo, un lenguaje formal y dialogando con autores canónicos como Camus, Faulkner y Beauvoir. "Yunques y crisoles americanos" revela un interés analítico latinoamericano, centrándose en la literatura regional y la escrita por mujeres. "Rol beligerante" despliega su ensayismo crítico, rechazando el estructuralismo y el neobarroco, y proponiendo nuevas lecturas sobre la literatura del mal y el sadismo. Un año más tarde de la publicación de Rumazo de "La marcha de los batracios",  en 1970 Alejandro Carrión publicaría su libro de cuentos "La llave perdida", y que tendría éxito editorial y de crítica. Fue publicado en Caracas, Venezuela.

#### Cuentos posteriores
Donoso Pareja continuaría publicando con importantes libros como "Lo mismo que el olvido", (1986) y "Todo lo que inventamos es cierto" (1990). Esta última ha sido descrito como un libro que cuestiona al lector sobre la ausencia y el extrañamiento. En esta obra el autor explora la frontera entre ficción y realidad, influenciado por la idea de que la invención puede ser tan verdadera como la experiencia vivida (frase tomada de Flaubert). A través de cuentos que reflexionan sobre la escritura, la literatura y otras formas de representación, el autor construye un "arte de la memoria" donde la palabra escrita adquiere un estatus de verdad, llegando incluso a crear mundos propios. Por ejemplo, el cuento "De mujeres, lo insólito y como puede morir una gaviota" ejemplifica la propuesta estética del libro al utilizar textos no literarios para revelar lo extraordinario en lo cotidiano y explorar la conflictiva relación hombre-mujer desde la perspectiva de un "yo-macho". De igual manera Alejandro Carrión publicaría tres libros de cuentos más, el primero titulado "Mala procesión de hormigas" en 1978, los dos últimos en 1983 bajo el título de "Divino tesoro", con una recopilación de cuentos de su juventud y "Una pequeña muerte", con cuentos posteriores.

### La novela

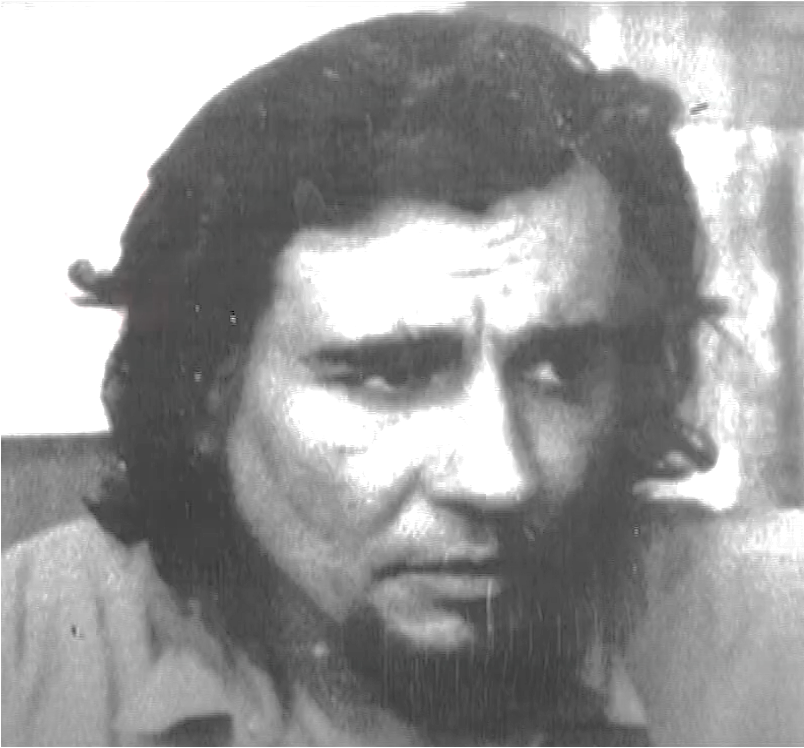
Miguel Donoso Pareja

Por otro lado, en la novela destacaron autores como Alejandro Carrión, Miguel Donoso Pareja, Alfonso Cuesta, Lupe Rumazo, Arturo Montesinos Malo, Alicia Yánez Cossío y Jorge Enrique Adoum. Después de la incursión en el cuento por Alejandro Carrión, Pareja Diezcanseco lo motivaría a escribir una novela, lo que Carrión lograría con éxito cuando publicó La Espina en 1959, que sería calificado por Rodriguez Castelo como un libro hermosamente escrito, obsesivo en su ambiente y cruel para penetrar en los más obscuros recovecos de la pasión humana. El antes y después que marcó esta novela se debe al hecho de que en ella "no aparece ni jactancia ni arrepentimiento por el mal infligido", su trama está llena de "sufrimiento gratuito" por la proliferación de la violencia en un ambiente en el que —a diferencia de sus predecesores literarios: Rivera, Icaza— solamente las circunstancias psicológicas la garantizan. A esta publicación le seguiría el libro “Los Hijos” por el escritor Alfonso Cuesta, publicado en 1962. Esta obra que forma parte del realismo mágico, había sido trabajada por el autor desde la década del cincuenta, cuando en 1954 publicaría su primera entrega. Su estructura se basa además en el montaje temporal, técnica que lo separa del mero "montaje lineal" de la literatura de la generación del treinta. Montesinos Malo continuaría con la publicación de "Segunda vida"  en 1962, lo que empezaría una trama sobre su personaje, el abogado Leonardo Durbán, quien tenía una carrera desprovista de todo éxito pero que siempre ayudaba a los necesitados. Esto lo continuaría con la novela "El Peso de la Nube Parda" editada tardíamente en 1974. 

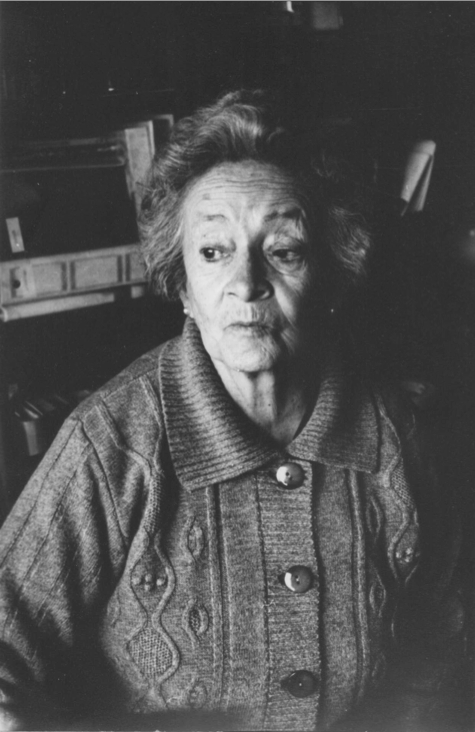
Alicia Yánez Cossío

A esta publicación continuaría Donoso Pareja con "Henry Black" (1969), publicada en pleno auge del Boom Latinoamericano, marcó un hito por su audaz innovación estructural y su profundo examen del amor, la acción, el pensamiento, y una aguda crítica al sistema cultural y político. Esta obra crucial sumerge al lector en un laberinto existencial, donde la conciencia se enfrenta a su propia aniquilación y la realidad se presenta como un círculo vicioso.  A esto sigue la novela  "Bruna, soroche y los tíos", en 1971 por Alicia Yánez Cossío. Inicialmente lo presentaría bajo un seudónimo "El Pajar Pintado" al concurso literario Ismael Pérez Pazmiño, organizado por el diario El Universo en 1971. El jurado, compuesto por Benjamín Carrión y Ángel Felicísimo Rojas, otorgó el primer premio a la novela, resaltando su fluidez narrativa, estructura, belleza literaria y su conexión con la identidad ecuatoriana. Este premio significó la entrada de Yánez a la escena literaria ecuatoriana, dominada entonces por hombres.

#### La generación anterior en sus etapas finales
Así como cosechaban éxito los escritores en esta nueva narrativa, se unirían autores de la generación anterior en la última etapa de su carrera. En este sentido destacó la novela Siete lunas y siete serpientes en 1970 por Demetrio Aguilera Malta, quien la había concebido durante dos décadas mientras vivía en México y se caracteriza por combinar el realismo literario con mitos costeros, enmarcándose en el boom del realismo mágico, género que ya lo había desarrollado en 1933 con Don Goyo. Es considerada una de las obras más importantes del autor. Asimismo, en la última etapa de la novelística de Alfredo Pareja Diezcanseco que lleva el nombre de "Los nuevos años", surgieron importantes novelas históricas como "La advertencia" (1956) sobre la Revolución juliana, a lo que seguiría "El aire y los recuerdos" (1959) y "Los poderes omnímodos" (1964), introduciendo figuras históricas como Velasco Ibarra, y que marcó un alejamiento del realismo social hacia un nuevo discurso narrativo. Sin embargo, influenciado por el auge de la literatura fantástica publicaría obras como "Las pequeñas estaturas" en 1970, con monólogos interiores y simbolismo, y "La Manticora" en 1974, con un enfoque teatral y exploración de lo mítico.

#### Auge literario

Jorge Enrique Adoum

En medio de este auge de la nueva narrativa ecuatoriana, en el año de 1976, mientras Miguel Donoso Pareja dirigía la revista "Cambio" junto con otros escritores como Juan Rulfo, Julio Cortázar, José Revueltas, Pedro Orgambide y Eraclio Zepeda, publicaría su novela corta titulada "Día tras día". Esta se caracteriza por explorar el exilio a través de una narrativa no lineal con múltiples historias entrelazadas. Destaca una relación sexual observada por un cóndor y subtramas diversas. Cada historia personifica un diálogo amplio, guiado por el narrador. La novela se presenta como una "casa de los espejos" que distorsiona el tiempo y la realidad. En este laberinto de reflejos, se abordan temas como el amor, el heroísmo y la verdad. Ese mismo año surgiría una importante novela de Jorge Enrique Adoum publicada en México, titulada "Entre Marx y una mujer desnuda" –que obtuvo el Premio Xavier Villaurrutia, otorgado por primera vez a un escritor extranjero no residente en ese país. Esta novela, a juicio del autor, es compleja y presenta un desafío para el lector debido a su reproducción no cronológica del conocimiento, donde cada capítulo se escribía independientemente, fragmentando la lectura. En sus palabras "Esa concepción del conocimiento me condujo a una técnica de escritura en la cual cada día comenzaba a escribir otra cosa, otro capítulo. No estaba obligado a seguir el capítulo anterior. Por eso algunos comparaban leer Entre Marx con volver a pegar los pedazos de un objeto roto."

Lupe Rumazo

El clímax de la novela en la nueva narrativa ecuatoriana se llevaría a cabo dos años más tarde en 1978 cuando Lupe Rumazo publicara "Carta larga sin final". que se caracteriza por fusionar la ficción, investigación y erudición. Más allá de su trama intelectual y "anti-elegíaca", la novela oscila entre documento histórico social y obra sublime, estructurada como una pieza musical. "Carta larga sin final" fue reconocida por su originalidad, siendo descrita como una combinación única de ensayo y ficción, precursora de tendencias ensayísticas en la literatura latinoamericana del siglo XX. En un contexto donde "Rayuela" de Cortázar era un paradigma, Rumazo exploró nuevas avenidas narrativas, anticipando incluso conceptos como el "Intra rrealismo" antes que otras figuras literarias como Roberto Bolaño. El crítico literario Northrop Frye elogió "Carta larga sin final" como una combinación única de ensayo y ficción, considerándola precursora del "ánimo ensayístico" en la prosa del siglo XX.
Después "Carta larga sin final" continuaría la obra de Lupe Rumazo con importantes novelas que forman parte de la misma saga como son "Peste Blanca, Peste Negra" (1988), "Escalera de piedra" (2021) y "Temporal La última llave del Destino". De igual manera Alicia Yánez Cossío publicaría influyentes novelas como son Yo vendo unos ojos negros (1979) Más allá de las islas (1980) La cofradía del mullo del vestido de la Virgen Pipona (1985), La casa del sano placer (1989), El cristo feo (1995), Aprendiendo a morir (1997). Por su parte, Miguel Donoso Pareja, además de su importante aporte en la crítica literaria, resaltando el valor de Palacio y de la Cuadra como precursores, publicaría novelas como Nunca más el mar, (1981), Hoy empiezo a acordarme, (1994). Esta última se caracteriza por su fragmentación y su desoladora visión de una realidad amorosa construida a partir de recuerdos que se desvanecen, sobreviviendo solo en la escritura. En general su narrativa experimental y sofisticada ha sido descrita por el autor, de manera informal como "literatura sádica para lectores masoquistas".

#### Inicios de la nueva generación
Así como autores de la generación anterior se sumaban a la nueva narrativa durante la última etapa de su carrera, en estos años empezarían a unirse los escritores de la generación siguiente, donde destaca Ivan Eguez quien en 1975 publicó su primera novela, La Linares, dando inicio a una obra narrativa que alternaría con igual éxito entre el cuento y novela. Un año más tarde, publicaría María Joaquina en la vida y en la muerte, el escritor y cuentista Jorge Dávila Vásquez, sobrino de Dávila Andrade.

## Influencia posterior
Después de esta etapa se publicarían importantes obras darían fuerza a la literatura de la generación posterior. Empezando con Polvo y ceniza, que ganaría el Premio Casa de la Cultura Ecuatoriana en 1979, daría inicio a la Trilogía bandolera, de Eliécer Cárdenas. Por su parte, Raúl Pérez Torres en 1981 ganaría el premio Casa de las Américas con "En la noche y en la niebla". Jorge Velasco Mackenzie publicaría en 1983 su importante novela, convertido en clásico de la literatura ecuatoriana titulada "El rincón de los justos" como un retrato de un barrio marginal. Además, Abdón Ubidia expandiría la literatura ecuatoriana incursionando en la ciencia ficción con su trilogía "Divertinventos" en 1989, además de su importante libro "Sueño de lobos" en 1986. Javier Vásconez publicaría su novela  "El viajero de Praga" publicada en 1996 donde explora temas universales como el exilio, la memoria y la búsqueda de pertenencia a través de una atmósfera melancólica y una prosa elegante. A esto se uniría Leonardo Valencia con la novela Kazbek en el año 2008.